# Cédrine Kerbaol
Cédrine Kerbaol (Brest, 15 mei 2001) is een Frans wielrenster die sinds 2025 voor de wielerploeg EF-Oatly-Cannondale rijdt. In 2023 werd zij Frans kampioen tijdrijden.

## Carrière
Opgroeiende in een sportief gezin, begon Kerbaol op jonge leeftijd met mountainbiken. Waarna ze de overstap maakte naar het wielrennen en ging rijden bij een lokale amateurploeg. In 2021 wist zij voor een verrassing te zorgen op het nationaal kampioenschap tijdrijden. Ze eindigde hier als derde, achter Audrey Cordon-Ragot en Juliette Labous. Tevens won ze de tijdrit bij de beloften. 
Aan het eind van 2021 maakte Kerbaol de overstap van Team Arkéa naar Cofidis, ze tekende een contract voor twee seizoenen. Echter werd na één seizoen kenbaar gemaakt dat Kerbaol de overstap maakte naar het Duitse CERATIZIT-WNT Pro Cycling. In haar eerste seizoen bij de Duitse formatie was ze zeer succesvol in de Ronde van Normandië. Ze won hier de tweede etappe en het eind- en puntenklassement.
In 2023 won Kerbaol de jongerentrui in de Ronde van Frankrijk. Ze was de gehele wedstrijd aan de leiding in dit klassement.

## Overwinningen
2019
 Frans kampioen tijdrijden, junioren
2021
 Frans kampioen tijdrijden, beloften
2022
 Tijdrit op de Middellandse Zeespelen
2023
2e etappe Ronde van Normandië
Eind- en puntenklassement Ronde van Normandië
 Frans kampioen tijdrijden, elite
Jongerenklassement Tour de France Femmes
 Europees kampioen gemengde ploegenestafette, elite
2024
Ronde van Valencia
Emakumeen Saria
6e etappe Tour de France Femmes
Chrono Roland bouge
Ronde van de Drie Valleien
2025
 Frans kampioen tijdrijden, elite

### Resultaten in voornaamste wedstrijden
| Jaar | Ronde van Italië | Ronde van Frankrijk | Ronde van Spanje |
| ---- | ---------------- | ------------------- | ---------------- |
| 2022 |                  |                     |                  |
| 2023 |                  | 12e                 |                  |
| 2024 | opgave           | 6e                  |                  |
| 2025 |                  | 8e                  | 4e               |

| Jaar | Milaan-San Remo | Parijs-Roubaix | Amstel Gold Race | Luik-Bast.‑Luik | Strade Bianche |  | WK op de weg |
| ---- | --------------- | -------------- | ---------------- | --------------- | -------------- |  | ------------ |
| 2022 |                 | 60e            |                  | 54e             |                |  |              |
| 2023 |                 |                | 23e              | 16e             | 46e            |  | opgave       |
| 2024 |                 |                |                  | 16e             | 42e            |  | 46e          |
| 2025 | 21e             |                | 38e              | 4e              | 33e            |  |              |

## Ploegen
- 2021 –  Team Arkéa
- 2022 –  Cofidis
- 2023 –  CERATIZIT-WNT Pro Cycling
- 2024 –  CERATIZIT-WNT Pro Cycling Team
- 2025 –  EF-Oatly-Cannondale

Alonso · Archibald · Arzuffi · Asencio · Berton · Brauße · Eberle · A. Fidanza · M. Fidanza · Gill · Kerbaol · Lach · Nilsson · Schweinberger · Teutenberg · De Zoete
Alonso · Archibald · Arzuffi · Asencio · Berton · Brauße · Eberle · A. Fidanza · M. Fidanza · Jaskulska · Kerbaol · Lach · Schweinberger · Teutenberg · De Zoete
Armitage (tot 1/4) · Berton · Borghesi · Cadzow · Christie · Emond · Ewers · Faulkner   · Henttala · Jackson · Kerbaol · Kessler · Kingma (vanaf 27/6) · Knaven · Roy · Rüegg · Vallieres · Volstad · van der Wolf